# Platysenta imbella
Platysenta imbella là một loài bướm đêm trong họ Noctuidae.